# ウイ・テ・ランギオラ

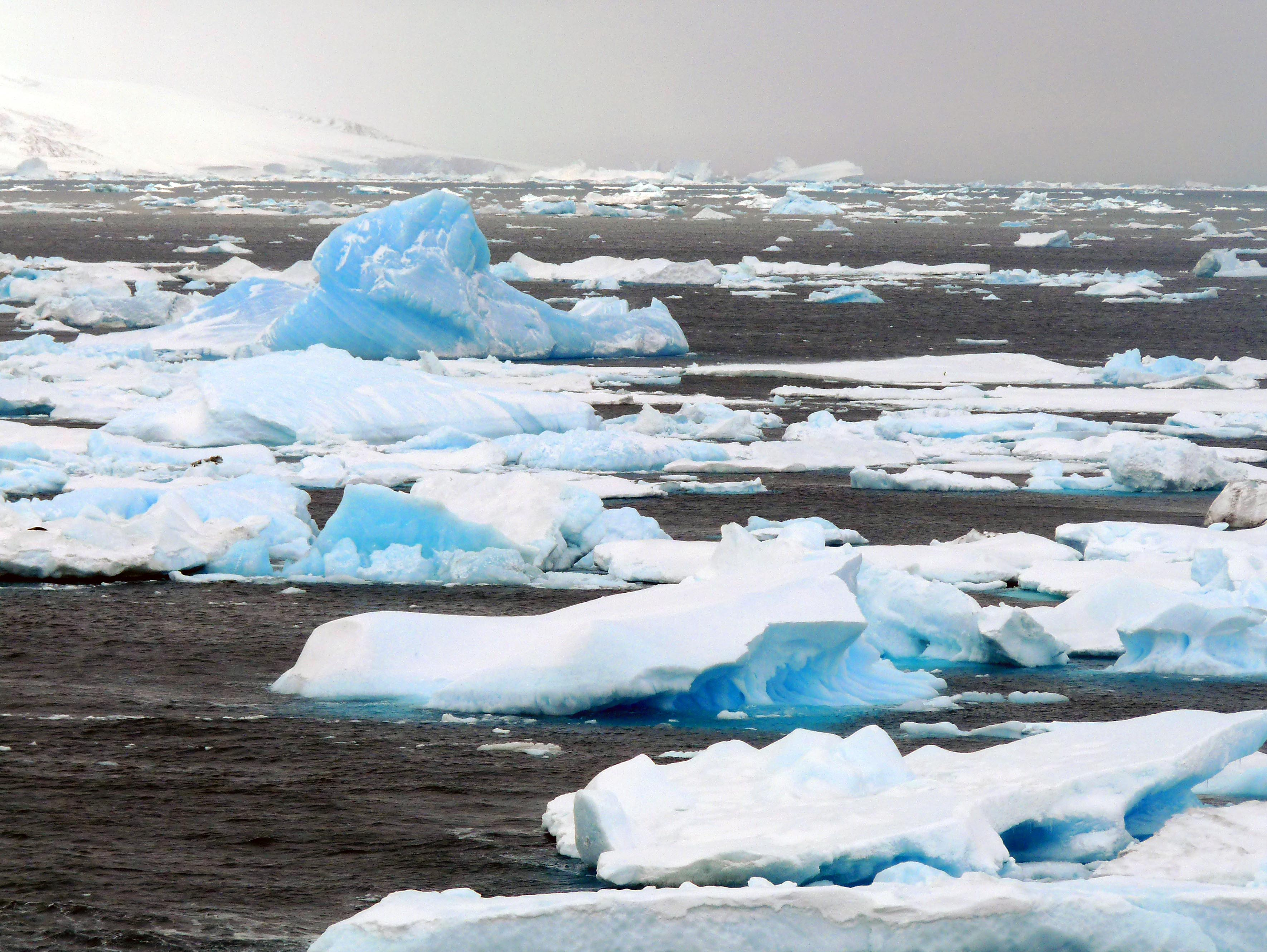
南極海の氷山

ウイ・テ・ランギオラまたはフイ・テ・ランギオラとは、ラロトンガ島出身の伝説上のポリネシアの航海者である。南極海まで航海したと主張されており、南極大陸まで発見したと主張される場合もある。 
19世紀のニュージーランドの民族学者であるスティーブンソン・パーシー・スミスによるラロトンガ島の伝説の解釈によれば、ウイ・テ・ランギオラは南方に航海し、最終的に到達した場所を「タイ・ウカ・ア・ピア」（スミスはこれを「凍った海」の意味だと解釈した）と名付けたという。この場所では岩が海の外に飛び出ており、この場所は「靄がかかった霧深く暗い場所で、太陽を見ることはできなかった」という。スミスはこの記述について、南極海の流氷や氷山を指しているものと解釈した。何故ならば、流氷はアロールートの粉のように見えるためである。ちなみに、スミスはポリネシアにアロールートの一種であるタシロイモが自生していることを指摘している。この解釈により、他の歴史学者も、ウイ・テ・ランギオラこそが史上初めて南極大陸を発見した人物だと結論付けるようになった。
しかし、ウイ・テ・ランギオラが南極海まで到達したとするスミスの解釈には疑問が持たれている。アトール・アンダーソンらの研究によれば、伝説の原作では南極への航海についての記述は見られず、そのような記述が初めて見られるのはウイ・テ・ランギオラの子孫であるテ・アル・タンガ・ヌクによる言及であるという。テ・アル・タンガ・ヌクは、自分の先祖が海の上で見た素晴らしい光景を全て自分も見てみたいと考えていたという。サー・ピーター・バックは、この伝説にはヨーロッパ的な要素が相当に混入しているため、正確な古代の伝説として認めることはできないと考えた。ヨーロッパ人が入植する前のラロトンガ語には「氷」や「凍った」を意味する単語は存在しなかったため、「タイ・ウカ・ア・ピア」を「凍った海」と訳すのは単なる誤訳であり、その代わりに「タイ・ウカ・ア・ピア」は「アロールートのように見える泡で覆われた海」と翻訳されるべきであると考えられた。ニュージーランドのマオリの部族であるンガイ・タフ族はこの伝説を歴史上の航海についての記述ではなく、神話的な起源をもつものであると考えている。
それでも、ラロトンガ島での民間伝承は実際にあった出来事を反映しているという考え方も提案されている。この考え方では、ウイ・テ・ランギオラが到達したのは海底火山の噴火によって飛散し、海面に浮いて厚い層を形成していた軽石で覆われた海であったという。実際に、2012年にはケルマディック諸島近海の面積25,000 km2にわたる範囲の海面が60 cmもの厚さの明るく白い層で覆われており、その見た目が棚氷に似ていることが確認された。

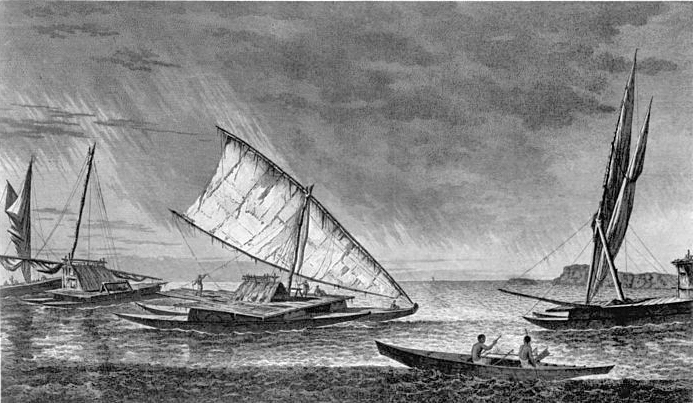
トンガのカヌー。帆と客室が備えられており、2人のトンガ人の男性が小さい方のカヌーを「友情の島々のボート」から漕いで来たという。これは、1773年から1774年にジェームズ・クックがトンガを訪れた際の記録である。

## 亜南極諸島

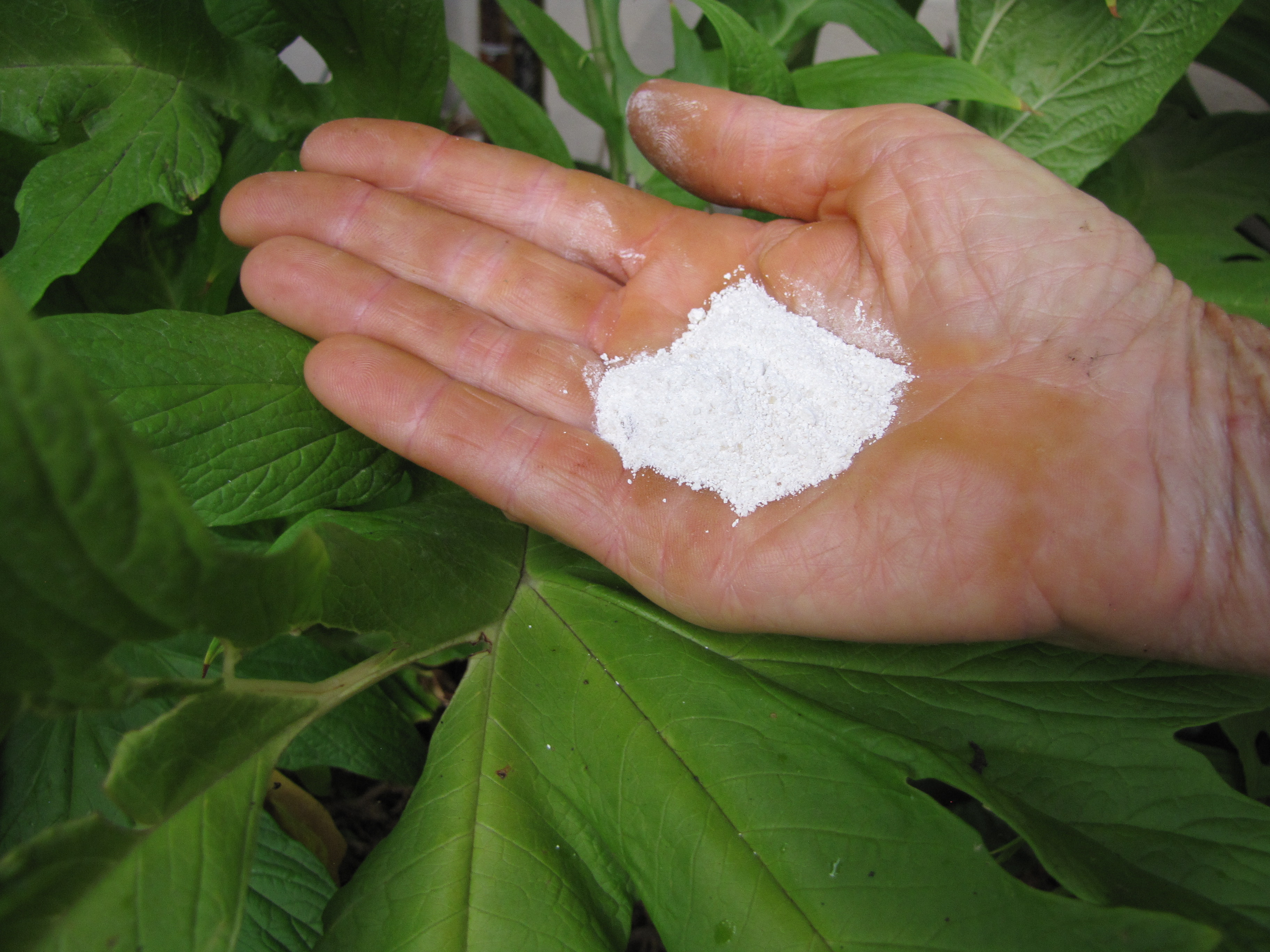
ポリネシアのアロールートである「ピア」の粉。冒頭にある流氷の画像と見比べてみよ。

アンティポディーズ諸島で1886年にラピタ人の使用していた陶器の破片が発見され、ポリネシア人がここまで南極に近い場所に到達していたことが証明されたと主張されることがある。しかし、このような主張が立証されたわけではない。実際には、ヨーロッパ人がアンティポディーズ諸島を発見するより前に人間がこの諸島を訪問していたという考古学的な証拠は発見されていない。発見された陶器の破片が所蔵されているとされる博物館も、所蔵品の中にそのような品物を見つけることはできず、博物館の所蔵品についての文書の記述に対する元々の参照はポリネシア人による影響を示すものではないとしている。
アンティポディーズ諸島よりかなり南に位置しているエンダービー島では、13世紀または14世紀にマオリが使っていたとされる品物の証拠が見つかっている。同様に、オークランド諸島のかなり南西に位置している亜南極の島、マッコーリー島でも1810年に古代的なデザインの工芸品が発見されている。その年のうちに、ペンギンとアザラシの油を燃料とした火でこの工芸品は燃やされたと考えられている。この工芸品はポリネシア人の船舶であった可能性がある。しかし、同じ年に船長のスミスは恐らくその工芸品と同一の残骸について、より詳細な描写を行った。それによれば、「この島に残されている大きな船舶の残骸のいくつかは明らかに非常に古く、草原の上に位置している。恐らく、この船は不幸なラ・ペルーズ伯ジャン＝フランソワ・ド・ガローの船の破片であろう」とのことである。